# Eudule orislinea
Eudule orislinea là một loài bướm đêm trong họ Geometridae.